# K.S.C. Lokeren Oost-Vlaanderen
K.S.C. Lokeren Oost-Vlaanderen là một câu lạc bộ bóng đá Bỉ đặt trụ sở tại thành phố Lokeren, tỉnh Oost-Vlaanderen. Lokeren Oost-Vlaanderen là kết quả của sự sáp nhập giữa Koninklijke Sint-Niklase Sportkring Excelsior và Koninklijke Sporting Club Lokeren năm 2000.

## Cầu thủ
Tính đến ngày 7 tháng 10 năm 2015.
Ghi chú: Quốc kỳ chỉ đội tuyển quốc gia được xác định rõ trong điều lệ tư cách FIFA. Các cầu thủ có thể giữ hơn một quốc tịch ngoài FIFA.
| Số | VT | Quốc gia         | Cầu thủ                        |
| -- | -- | ---------------- | ------------------------------ |
| 1  | TM | Bờ Biển Ngà      | Copa Barry                     |
| 2  | HV | Bỉ               | Joey Dujardin                  |
| 3  | HV | Bỉ               | Denis Odoi                     |
| 5  | HV | Thụy Sĩ          | Mijat Marić                    |
| 6  | HV | Brasil           | Arthur Henrique                |
| 7  | TV | Bỉ               | Killian Overmeire (Đội trưởng) |
| 8  | TV | Bỉ               | Koen Persoons                  |
| 9  | TĐ | Tunisia          | Hamdi Harbaoui                 |
| 10 | TĐ | Cộng hòa Nam Phi | Ayanda Patosi                  |
| 11 | TĐ | Israel           | Mohammad Ghadir                |
| 13 | TM | Bỉ               | Davino Verhulst                |
| 15 | HV | Iceland          | Sverrir Ingason                |
| 16 | TM | Bỉ               | Dieter Creemers                |
| 17 | TĐ | Bỉ               | Cyriel Dessers                 |
| 18 | TĐ | Bắc Macedonia    | Besart Abdurahimi              |

| Số | VT | Quốc gia | Cầu thủ          |
| -- | -- | -------- | ---------------- |
| 19 | HV | Croatia  | Mario Tičinović  |
| 20 | TV | Sénégal  | Joher Rassoul    |
| 21 | TV | Serbia   | Marko Mirić      |
| 22 | HV | Croatia  | Dario Melnjak    |
| 23 | TĐ | Ghana    | Eugene Ansah     |
| 24 | HV | Bỉ       | Ridwan Gyselinck |
| 25 | HV | Slovakia | Branislav Niňaj  |
| 26 | TV | Bỉ       | Tjorven Melens   |
| 27 | TV | Bỉ       | Tars Notteboom   |
| 28 | TV | Cameroon | Evariste Ngolok  |
| 29 | TĐ | Cameroon | Lewis Enoh       |
| 34 | TV | Ba Lan   | Filip Starzyński |
| 39 | TM | Bỉ       | Bo Geens         |
| 50 | TV | Ukraina  | Serhiy Bolbat    |
| 70 | TĐ | Brasil   | Jajá Coelho      |

## Cầu thủ nổi tiếng
- Dale Tempest (1986-87)
- Jim Bett (1979-80) (1983-85)
- Jim Tolmie (1981-83)

## Thành tích
- Giải vô địch bóng đá Bỉ:
  - Hạng nhì (1): 1980-81
- Giải vô địch bóng đá hạng hai Bỉ:
  - Vô địch (1): 1995-96
- Cúp bóng đá Bỉ:
  - Hạng nhì (1): 1980-81

## Cúp châu Âu
Tính đến  tháng 3 5, 2006:
| Giải          | A | B  | C  | D | E | F  | G  |
| ------------- | - | -- | -- | - | - | -- | -- |
| Cúp UEFA      | 6 | 28 | 11 | 9 | 8 | 38 | 29 |
| Cúp Intertoto | 4 | 18 | 7  | 2 | 9 | 25 | 28 |

A = lần tham dự, B = số trận, C = thắng, D = hoà, E = thua, F = bàn thắng, G = bàn thua.